# Tower of Power (musikalbum)
Tower of Power är Tower of Powers tredje album och som ledde till bandets genombrott.

## Låtlista
Låtar där inget annat anges är skrivna av Emilio Castillo och Stephen Kupka.
1. What is Hip? (S.Kupka, E.Castillo, D.Garibaldi) (5.03)
2. Clever Girl (S.Kupka, E.Castillo, W.Fulton) (2.52)
3. This Time it's Real (S.Kupka, E.Castillo, D.Bartlett) (2.52)
4. Will I Ever Find a Love? (3.48)
5. Get Yo' Feet Back on the Ground (W.Fulton) (4.51)
6. So Very Hard to Go (3.37)
7. Soul Vaccination (5.10)
8. Both Sorry Over Nothin' (S.Kupka, E.Castillo, L.Williams) (3.22)
9. Clean Slate (S.Kupka, E.Castillo, W.Fulton) (3.20)
10. Just Another Day (B.Conte) (4.38)

## Medverkande
- Lenny Williams - Sång
- Lenny Pickett - Tenorsax, flöjt, klarinett, kör
- Emilio Castillo - Tenorsax, kör
- Stephen 'Doc' Kupka - Barytonsax, oboe, kör
- Mic Gillette - Trumpet, trombon, flygelhorn, barytonhorn, kör
- Greg Adams - Trumpet, flygelhorn, kör
- Bruce Conte - Gitarr, kör
- David Garibaldi - Trummor
- Francis 'Rocco' Prestia - Elbas
- Chester Thompson - Orgel, kör
- Brent Bryars - Congas, bongos